# Phareicranaus x-albus
Phareicranaus x-albus is een hooiwagen uit de familie Cranaidae.